# جوس ميرز
جوس ميرز (بالإنجليزية: Gus Mears)‏‏ (1873 في لندن - 4 فبراير 1912 ) رائد أعمال، ولاعب كرة قدم من المملكة المتحدة لبريطانيا العظمى وأيرلندا.